# 로랑 푸아레스트
로랑 마르셀 기 푸아레스트(프랑스어: Laurent Marcel Guy Foirest, 1973년 9월 18일~)는 프랑스의 농구 선수, 지도자로 선수 시절 포지션은 스몰 포워드이다. 프랑스 농구 국가대표팀의 일원으로 2000년 하계 올림픽 은메달을 획득했다.